# Свети Николай (Куманич)
„Свети Николай“ (на гръцки: Αγίου Νικολάου) е възрожденска църква в зърневското село Куманич (Дасото), Гърция, част от Зъхненската и Неврокопска епархия. Църквата е гробищен храм и е построена в 1831 година. Представлява еднокорабен храм с полукръгла апсида и размери 15 на 6,25 m. В 1950 година е предприет мащабен ремонт на храма, при който нартексът е включен в наоса. В интериора е запазен оригиналният дървен иконостас с ценни икони от 1831 година. Ктиторският надпис гласи:
| „ | Δαπάνη καί Δέησις των [δούλων] τον Θεοΰ πάντων των εύλογημένον χριστιανών / των κατοικούντων [έν τη] χώρα ταύτη κωμανίτζη, οϊς έστω ό άγιος θερμός πρός / κύριον πρέσβυς καί ταχνς άν[τιλή]πτωρ ήμόν 1831. | “ |